# Pathari
Pathari (nep. पथरी-शनिश्चरे) – gaun wikas samiti we wschodniej części Nepalu w strefie Kośi w dystrykcie Morang. Według nepalskiego spisu powszechnego z 2001 roku liczył on 4396 gospodarstw domowych i 21588 mieszkańców (11237 kobiet i 10351 mężczyzn).